# Aquino (Italië)
Aquino is een gemeente in de Italiaanse provincie Frosinone (regio Latium) en telt 5301 inwoners (31-12-2004). De oppervlakte bedraagt 19,2 km², de bevolkingsdichtheid is 281 inwoners per km².

## Demografie
Aquino telt ongeveer 1875 huishoudens. Het aantal inwoners daalde in de periode 1991-2001 met 0,9% volgens cijfers uit de tienjaarlijkse volkstellingen van ISTAT.

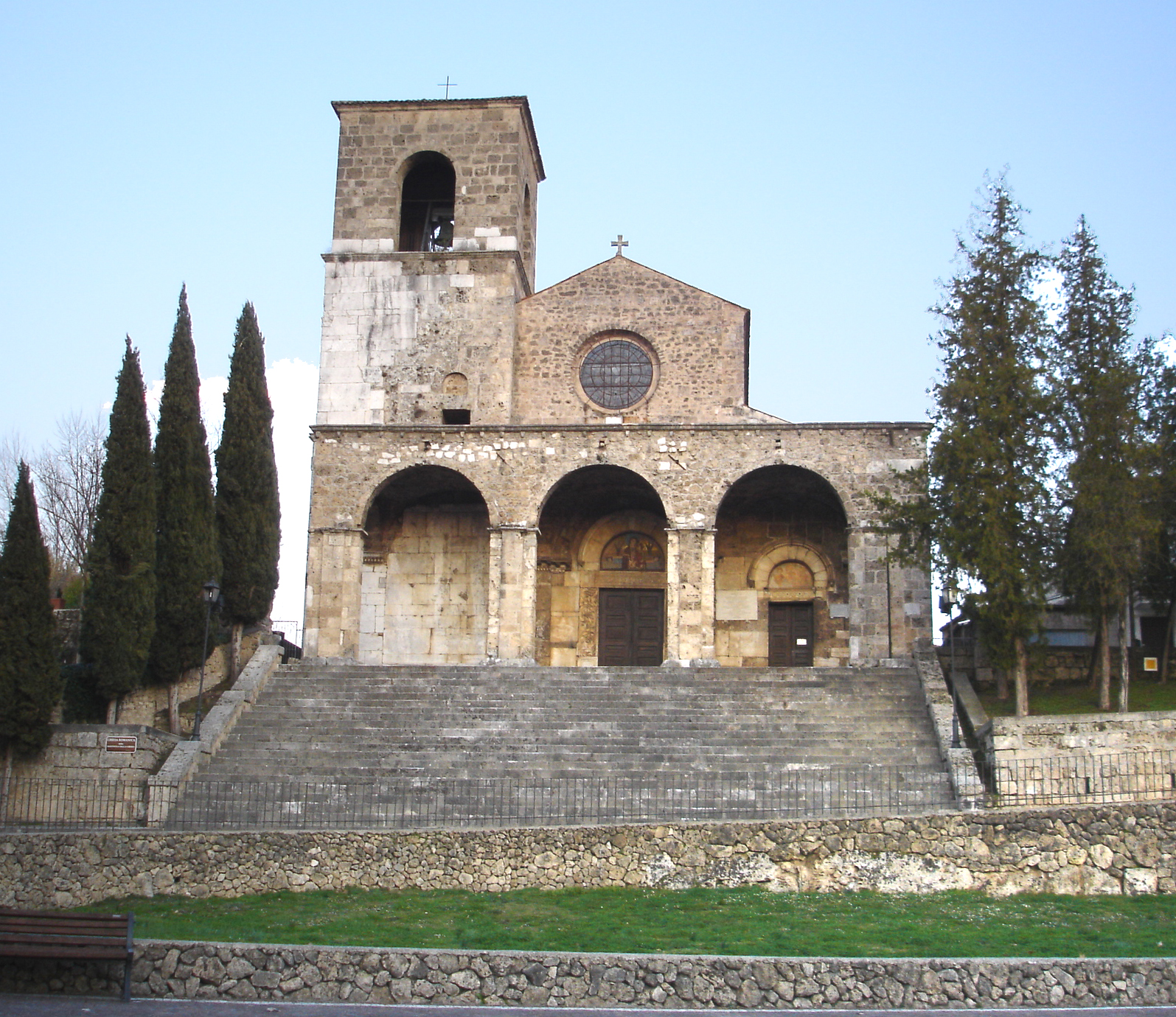
Santa Maria delle Libera

| Jaar | Inwoneraantal |
| ---- | ------------- |
| 1991 | 5386          |
| 2001 | 5337          |

## Geografie
De gemeente ligt op ongeveer 106 m boven zeeniveau.
Aquino grenst aan de volgende gemeenten: Castrocielo, Piedimonte San Germano, Pignataro Interamna, Pontecorvo.